# وی لاست د سی (گروه موسیقی)
وی لاستْ دِ سی (به انگلیسی: We Lost the Sea) یک گروه موسیقی پست راک استرالیایی است که در سال ۲۰۰۷ در سیدنی تاسیس شد. این گروه در ابتدا توسط دوستانی از چندین گروه  که در سال ۲۰۰۷ از حومه غربی سیدنی در کمپبل‌تاون، NSW منحل شده بودند تشکیل شد. ترکیب فعلی متشکل از مارک اوون، مت هاروی، متیو کلی، کایران الیوت و کارل ویتبرد است.
سومین آلبوم آنها به نام Departure Songs باعث تحسین گسترده آنها در صحنه‌های پست راک و متال در سراسر جهان شد. این گروه به دلیل اجرای زنده احساسی و پرانرژی و رویکرد مدرن و موضوعی خود به ژانر پست راک به موفقیت قابل توجهی در سطح بین‌المللی رسیده‌است. آلبوم‌های آنها در حال حاضر از طریق برند مستقل استرالیایی Bird's Robe Records منتشر می‌شوند که از طریق MGM در استرالیا و به‌طور مستقل در سراسر جهان توزیع می‌شود. همچنین توسط Dunk!Records در اروپا و Translation Loss در آمریکای شمالی.

## اعضا
اعضای کنونی
- مارک اوون - گیتار (۲۰۰۷-اکنون)
- کایران الیوت - باس (۲۰۰۹-اکنون)
- متیو کلی - پیانو، کیبورد (۲۰۰۹-اکنون)
- مت هاروی - گیتار (۲۰۱۲-اکنون)
- کارل وایتبرد - گیتار (۲۰۱۷-اکنون)
- مایکل تاورنر (۲۰۰۹-اکنون)

اعضای سابق
- ناتانیل دوگو - درام (۲۰۰۷-۲۰۲۳)
- جرد رایان - باس (۲۰۰۷-۲۰۰۹)
- بردلی گارنام - گیتار (۲۰۰۷-۲۰۱۲)
- کریس تورپی - آواز، نمونه (۲۰۰۷-۲۰۱۳؛ درگذشت ۲۰۱۳)
- گرانت وارنر - گیتار (۲۰۰۸-۲۰۱۲)
- برندون وارنر - گیتار (۲۰۰۸-۲۰۱۶)

## دیسکوگرافی

### آلبوم‌های استودیویی
- کریمه (۲۰۱۰)
- ساکت‌ترین مکان روی زمین (۲۰۱۲)
- آهنگ‌های خروج (۲۰۱۵)
- پیروزی و فاجعه (۲۰۱۹)[۲]

### آلبوم‌های زنده
- زنده در Dunk! فستیوال ۲۰۱۷ (۲۰۱۹)